# الیزابت لازار
الیزابت لازار (انگلیسی: Elisabeta Lazăr؛ زادهٔ ۲۲ august ۱۹۵۰ (۷۴ سال)) ورزشکار روئینگ اهل رومانی است.
وی در مسابقات کشوری و بین‌المللی در مجموع برندهٔ ۲ مدال طلا، ۲ مدال نقره، ۱ مدال برنز شده‌است.